# Chatenay-Vaudin
Chatenay-Vaudin és un municipi francès situat al departament de l'Alt Marne i a la regió del Gran Est. L'any 2007 tenia 57 habitants.

## Demografia

### Població
El 2007 la població de fet de Chatenay-Vaudin era de 57 persones. Hi havia 23 famílies de les quals 8 eren unipersonals (4 homes vivint sols i 4 dones vivint soles), 4 parelles sense fills i 11 parelles amb fills.
La població ha evolucionat segons el següent gràfic:
Habitants censats

### Habitatges
El 2007 hi havia 25 habitatges, 21 eren l'habitatge principal de la família i 4 estaven desocupats. Tots els 21 habitatges eren cases. Tots els 21 habitatges principals que hi havia estaven ocupats pels seus propietaris; 1 tenia dues cambres, 4 en tenien tres, 8 en tenien quatre i 8 en tenien cinc o més. 13 habitatges disposaven pel capbaix d'una plaça de pàrquing. A 8 habitatges hi havia un automòbil i a 10 n'hi havia dos o més.

### Piràmide de població
La piràmide de població per edats i sexe el 2009 era:
| Homes | Edats   | Dones |
| ----- | ------- | ----- |
| 0     | 95 o +  | 0     |
| 0     | 90 a 94 | 0     |
| 4     | 85 a 89 | 4     |
| 0     | 80 a 84 | 0     |
| 0     | 75 a 79 | 0     |
| 4     | 70 a 74 | 4     |
| 0     | 65 a 69 | 0     |
| 0     | 60 a 64 | 0     |
| 0     | 55 a 59 | 0     |
| 0     | 50 a 54 | 0     |
| 8     | 45 a 49 | 0     |
| 0     | 40 a 44 | 0     |
| 8     | 35 a 39 | 8     |
| 0     | 30 a 34 | 4     |
| 0     | 25 a 29 | 0     |
| 0     | 20 a 24 | 0     |
| 0     | 15 a 19 | 0     |
| 4     | 10 a 14 | 4     |
| 0     | 5 a 9   | 4     |
| 4     | 0 a 4   | 0     |

## Economia
El 2007 la població en edat de treballar era de 36 persones, 27 eren actives i 9 eren inactives. De les 27 persones actives 26 estaven ocupades (15 homes i 11 dones) i 1 aturada (1 dona). De les 9 persones inactives 2 estaven jubilades, 6 estaven estudiant i 1 estava classificada com a «altres inactius».
Activitats econòmiques
Dels 2 establiments que hi havia el 2007, un era d'una empresa de construcció i l'altre d'una empresa de serveis.
L'any 2000 a Chatenay-Vaudin hi havia 4 explotacions agrícoles.

## Poblacions més properes
El següent diagrama mostra les poblacions més properes.